# Agapetes guangxiensis
Agapetes guangxiensis là một loài thực vật có hoa trong họ Thạch nam. Loài này được D.Fang mô tả khoa học đầu tiên năm 1998.